# Diccionario del Español Medieval electrónico
Der Diccionario del Español Medieval electrónico (DEMel) ist eine im Internet frei zugängliche Datenbank zum Wortschatz des mittelalterlichen Spanisch und enthält rund 650.000 Wortbelege zu über 31.000 Stichwörtern.

## Grundlage
Als Grundlage des Diccionario del Español Medieval electrónico dient das in Zettelkästen archivierte Material, das in Heidelberg im Rahmen des Diccionario del Español Medieval unter der Leitung von Bodo Müller erstellt wurde. Das Archiv umfasst rund 865.000 Zettel, darunter ca. 700.000, auf denen die mittelalterlichen Wortformen mit ihrem jeweiligen Verwendungszusammenhang, der Quelle und ihrer Datierung sowie grammatischen, semantischen und etymologischen Informationen notiert sind.

## Entwicklung
Im Rahmen des von der Deutschen Forschungsgemeinschaft an den Universitäten Rostock und Paderborn geförderten Projektes „Diccionario del Español Medieval electrónico“ wurden sämtliche Zettel des Belegarchivs gescannt, eine Datenbankstruktur entwickelt, die auf den Belegzetteln enthaltenen Informationen manuell erfasst und schließlich eine webbasierte Nutzeroberfläche erstellt.

## Bibliografie
- Arnold, Rafael (2020): "La digitalización del fichero del “Diccionario del español medieval” (DEM)", in: Scriptum digital. Revista de corpus diacrònics i edició digital en Llengües iberoromàniques, Núm. 9, 191–207.
- Franke, Anna-Susan/Serafin, Stefan (2018): "Historisches Sprachmaterial modern aufbereitet: Von den Ursprüngen der historischen Lexikographie des Spanischen zu den Herausforderungen im digitalen Zeitalter", in: Franke, Anna-Susan/Álvarez Vives, Vicente (eds.): Romaniae Pontes. Beiträge zur Sprache in der Gallo- und Iberoromania. Berlin: Lang, 111–142.
- Müller, Caroline/Reiter, Martin (2021): "El DEMel – Del fichero en papel a la publicación de acceso abierto en la web", in: Schøsler, Lene/Härmä, Juhani/Lindschouw, Jan: Actes du XXIXe Congrès international de linguistique et de philologie romanes (Copenhague, 1-6 juillet 2019). Strasbourg: Éditions de linguistique et de philologie, 829–840.